# 楊道寅
楊道寅（1571年—？），字伯綰、惟制，號湛我，又號笋江居士，福建泉州府晋江县人，明朝政治人物。

## 生平
万历二十五年（1597年）丁酉科福建乡试举人，萬曆三十五年（1607年）丁未科進士，吏部觀政，改翰林院庶吉士，三十六年养病，四十六年授礼科给事中，泰昌元年升吏科左，天启元年（1621年）升礼科都給事中，二月与正使刘鸿训一起出使朝鲜，本年升太常寺少卿，提督四夷馆，十一月终养。

## 家族
曾祖杨弘澄。祖父杨敷毅。父杨本德。母林氏。具庆下。弟道寏、鍾和、鍾美。
子杨锡璜，字婴孺，万历己未進士。